# Judy Grinham
Judith Brenda Grinham dite Judy Grinham, née le 5 mars 1939 à Hampstead en Londres, est une nageuse britannique.

## Biographie
Aux Jeux olympiques d'été de 1956 à Melbourne, Judy Grinham est sacrée championne olympique sur 100 mètres dos, et termine huitième de la finale du 4 × 100 mètres nage libre.
Elle entre à l'International Swimming Hall of Fame en 1975.

## Palmarès

### Championnats d'Europe
- Championnats d'Europe 1958 à Budapest (Hongrie)
  -  Médaille d'or du 100 m dos
  -  Médaille d'argent du relais 4 × 100 m nage libre
  -  Médaille de bronze du 100 m nage libre
  -  Médaille de bronze du relais 4 × 100 m 4 nages